# Antonio Petito
Antonio Petito (Nápoles, Italia, 22 de junio de 1822 – ib., 24 de marzo de 1876) fue un actor de teatro y dramaturgo italiano. Fue uno de los más famosos y apreciados intérpretes de la máscara de Polichinela.

## Biografía

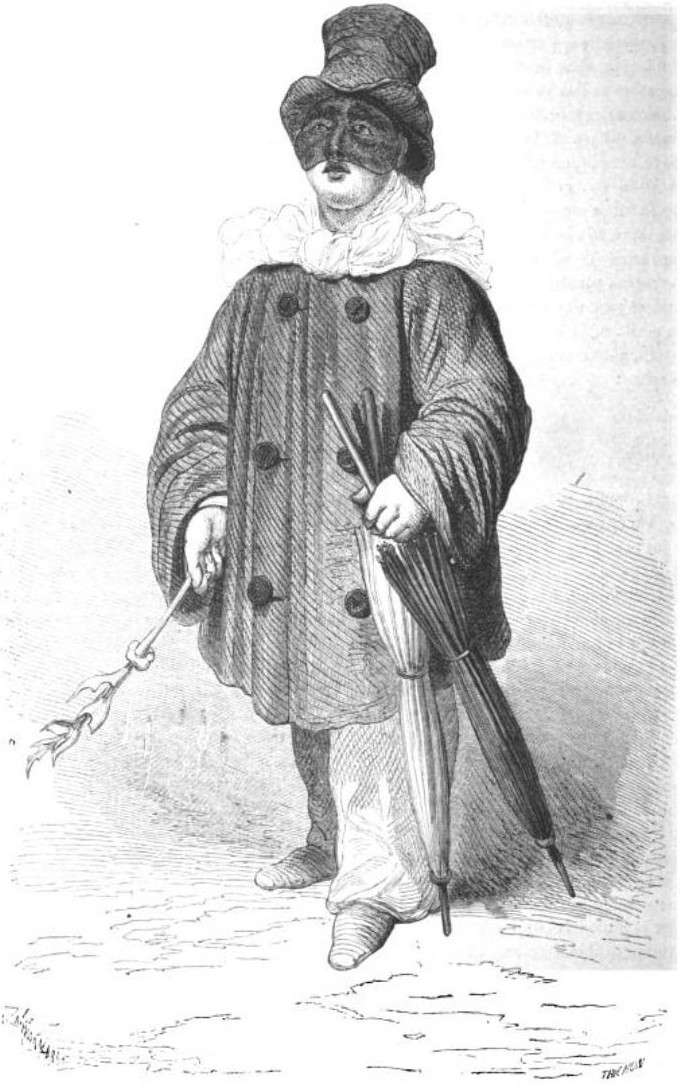
Antonio Petito dibujado por el francés Auguste Hadamard para el libro Le tour du monde (1861).

Apodado por sus parientes "Totonno 'o pazzo" (el loco) debido a su extrema vitalidad, nació en el seno de una familia de artistas: su padre, Salvatore Petito, fue un conocido Polichinela; su madre, Giuseppina D'Errico (llamada Donna Peppa) fue pupara, directora de un teatro de títeres y, después de casarse con Salvatore, directora de la Compañía Petito; sus hermanos Gennaro y Davide también fueron actores. Antonio debutó gracias a su padre, quien le cedió la máscara de Polichinela durante una representación teatral en el Teatro San Carlino de Nápoles, donde posteriormente trabajó numerosas veces. Aunque actuó siempre para la clase popular, el interclasismo presente en el mundo teatral napolitano hizo posible que se convirtiera en un ídolo también de las capas más acomodadas, así que su gira de 1869 en Florencia, en ese entonces capital del Reino de Italia, atrajo relevantes personajes de la política.
No solo fue un actor dotado de una gran mímica, sino también un dramaturgo, a pesar de ser semianalfabeto, incapaz de escribir correctamente en italiano: por eso se sirvió de correctores de sus obras (especialmente del escritor también napolitano Giacomo Merulli). Además, fue un buen cantante, bailarín, coreógrafo y director. Falleció por un ataque al corazón detrás del escenario del Teatro San Carlino; este teatro sobrevivió pocos años a la muerte del más amado de sus personajes. Hombre de ideas liberales, murió sin los consuelos de la religión, que le fueron negados ya que la institución eclesiástica en aquella época era enemiga del pensamiento liberal. 
Petito es una de las figuras más importantes del teatro napolitano del siglo XIX; no obstante, sus obras fueron olvidadas tras su muerte. Fue redescubierto como autor cuando Raffaele Viviani, en 1941, puso en escena su obra So' muorto e m'hanno fatto turna' a nascere con el título Siamo Tutti fratelli. En 1982, la RAI le dedicó una serie de televisión de cinco capítulos, Petito story, escrita y guionizada por Gennaro Magliulo y Ettore Massarese, en la cual Petito fue interpretado por el actor Mario Scarpetta.